# Statua di Juan de Oñate (Albuquerque)
La Statua di Juan de Oñate (Statue of Juan de Oñate), anche nota con il titolo La Jornada ("La spedizione" in spagnolo), è una scultura in bronzo realizzata da Reynaldo "Sonny" Rivera e Betty Sabo e situata ad Albuquerque, nel Nuovo Messico. In origine l'opera ritraeva l'esploratore Juan de Oñate alla guida di una spedizione di coloni spagnoli, finché nel 2020 la sua scultura non venne rimossa.

## Storia
La statua fu commissionata alla fine degli anni 1990 e installata nei terreni del museo di Albuquerque nel 2004. Gli attivisti nativi si erano opposti a lungo ai monumenti ai conquistadores, e Oñate è un personaggio molto controverso per aver ordinato l'assassinio e la mutilazione di centinaia di persone durante il massacro di Acoma, nel 1599. L'opera venne vandalizzata in più occasioni per questo motivo.
Nel 2020, dopo la morte di George Floyd, delle proteste scoppiarono in tutti gli Stati Uniti d'America e i manifestanti di Black Lives Matter cominciarono ad abbattere delle statue di personaggi controversi legati a un passato razzista, e Juan de Oñate era tra queste figure. Dei manifestanti provarono ad abbattere il monumento di Albuquerque intorno al 15 giugno 2020, ma un gruppo di persone armate si oppose. La situazione degenerò in uno scontro nel quale un uomo spinse delle donne a terra, usò dello spray al peperoncino e sparò a uno dei manifestanti. L'uomo ferito fu portato all'ospedale e la polizia prese in custodia alcuni membri della "milizia". La scultura di Juan de Oñate venne rimossa dalle autorità un giorno dopo, mentre il resto dei personaggi rimase a posto. Una sorte simile capitò a un altro monumento dedicato all'esploratore spagnolo, una statua equestre che si trovava ad Alcalde.

## Descrizione
Il monumento ritraeva Juan de Oñate in piedi, mentre guidava dei coloni con dei carri trainati da alcuni buoi o a cavallo. Alla testa della spedizione si trovano dei soldati con gli elmi caratteristici dei conquistadores e che impugnano delle bandiere, dietro i quali c'è un prete con un bastone. Seguono degli uomini su un carro che fanno avanzare i loro buoi, affiancati da un cane. A concludere la processione c'è un ultimo carro presso il quale si trovano delle donne e dei bambini.